# Sdwysch
Der Sdwysch (ukrainisch Здвиж, russisch Sdwisch) ist ein 145 km langer, rechter Nebenfluss des Teteriw in der Oblast Schytomyr und der Oblast Kiew in der Ukraine. Sein Einzugsgebiet beträgt 1775 km².
Die Quelle des Sdwysch liegt in den Sümpfen bei dem Dorf Osera (Озера) im Rajon Brussyliw in der Oblast Schytomyr. Der bis zu 20 m breite und maximal 2 m tiefe Fluss hat ein trapezförmiges, 4 Kilometer breites und bis zu 25 m tiefes Tal. Der Fluss mit einem Gefälle von 0,59 m je Kilometer mündet bei dem Dorf Prybirsk im Rajon Iwankiw  in den Teteriw.
Am Ufer des Sdwysch liegen die Siedlungen städtischen Typs Brussyliw, Borodjanka, Babynzi, Klawdijewo-Tarassowe und Makariw.